# Gallego & Rey
Gallego & Rey son un dúo de humoristas gráficos madrileños formado por  José María Gallego López (Madrid, 1955) y  Julio Rey Melijosa (Madrid, 1955).

## Trayectoria
Coincidieron en Diario 16, donde Pedro J. Ramírez les propuso trabajar juntos, uno encargándose de los guiones y el otro de los dibujos. Desde entonces (1981), han trabajado juntos, convirtiéndose en una de las firmas más importantes del panorama del humor gráfico de España.
En 1985, idearon una serie de humor gráfico para Diario 16 que llamaron 16, Rue del Pecesbarba basada en los cómics de Francisco Ibáñez 13, rue del Percebe. Su diseño a una página incluía el edificio del Congreso de los Diputados con la fachada seccionada al igual que los cómics de Ibáñez, donde se podían ver varias caricaturas de personajes políticos: Felipe González, Alfonso Guerra, Manuel Fraga, Santiago Carrillo… La serie tuvo tal repercusión, que el fabricante de juguetes catalán Tomás Fanjul comercializó unos muñequitos de PVC basados en esas caricaturas, con el nombre de Los Monclis, que constó de 8 figuras y dos especiales representando a los principales sindicalistas (Nicolás Redondo y Marcelino Camacho). 
La serie volvería entre 1987 y 1988 con el nombre de los muñequitos, Los Monclis, y volverían más figuritas de políticos hasta bien entrados los años 90.
De Diario 16 pasaron a El País (1989), pero lo dejaron a los pocos meses para volver a su diario original, que abandonan de nuevo para ir a El Mundo, que acababa de fundar Pedro J.
También dibujaron una viñeta en los informativos de Tele 5 y colaboran habitualmente con El Jueves, Marca y otras publicaciones.
Han sido galardonados con el Premio de la Asociación Nacional de Informadores Gráficos de Prensa, el Premio Tono, el Premio Internacional de Humor Gat Perich, y son profesores de honor de la Universidad de Alcalá de Henares.